# Uraz Mohamed
Uraz Mohamed (kazaško Ораз-Мұхаммед, Oraz-Muhammed, اوراز محمد, tatarsko Ураз-Мөхәммәт, Uraz- Мөhәmmәt) je bil od leta 1600 do 1610 kan Kasimskega kanata, * neznano, † 22. november 1610, Kaluga, Rusko carstvo.

## Življenje
Uraz je izhajal iz kazaške veje Džingisidov. Bil je najstarejši sin Ondan Sultana, vnuk kazaškega kana Šigaija in potomec Urus Kana.
Leta 1588 je omenjen kot kazaški carjevič (knez), ki se je, verjetno prisilno kot talec, priselil v Rusijo. Imenovali so ga tudi Uraz Mehmed Odanovič. Leta 1590 se je udeležil pohoda carja Fjodorja proti Švedom. Leta 1595 je kazaški kan Tevkel napisal carju prošnjo, naj mu vrne nečaka Uraza Mehmeda. Car mu je odgovoril, da ga bo izpustil, če bo na njegovo mesto poslal enega od svojih sinov. Leta 1597 je bil prisoten na sprejemu avstrijskega veleposlanika Donafa, leta 1598 pa se je pridružil ruski vojski na pohodu na Krim.  Okoli leta 1600 je bil, verjetno po smrti  Mustafa Alija, imenovan za kasimskega kana. Leta 1601 je obiskal Moskvo in bil nato poslan na čuvanje krimske meje. Leta 1602 se je ponovno pojavil v Moskvi, verjetno na sprejemu danskega princa Ivana.

## Smrt
Lažni Dimitrij II. je podpiral Uraz Mohameda, ki je večkrat omenjen v spopadih v letih 1608 do 1610, potem pa ga je sklenil ubiti. Uraza Mohameda, ki je živel na dvoru v Kalugi, je povabil na lov, na katerem so ga ubili in vrgli v Oko. Dimitrij je poročal, da ga je Mohamed napadel in da ga je ubil v samoobrambi. Peter Urusov, pokristjanjen Nogajec v Dimitrijevi službi, je Uraz Mohameda maščeval in  Dimitrija ubil in nato pobegnil na Krim.
Uraz Mohameda so pokopali v Kasimovu. Nasledil ga je kan Arslan ibn Ali.

## Vir
- Howorth, Henry Hoyle. History of the Mongols, from the 9th to the 19th Century. Part II, division I. The so-called tartars of Russia and Central Asia. London: Longmans, Green and Co, 1880.

| Uraz Mohamed DžingisidiRojen: neznano Umrl: 22. november 1610 |                                   |                           |
| Vladarski nazivi                                              |                                   |                           |
| Predhodnik: Mustafa Ali                                       | Kan Kasimskega kanata 1600 - 1610 | Naslednik: Arslan ibn Ali |